# Poiana Mărului
Poiana Mărului é uma comuna romena localizada no distrito de Brașov, na região histórica da Transilvânia. A comuna possui uma área de 94.50 km² e sua população era de 3300 habitantes segundo o censo de 2007.